# Olga Smirnowa
Olga Władimirowna Smirnowa (ros. Ольга Владимировна Смирнова; ur. 11 maja 1979 w Nowoczeboksarsku) – rosyjska i kazachska zapaśniczka. Dwukrotna olimpijka. W barwach Rosji na Igrzyskach w Atenach 2004, gdzie zajęła 9 miejsce. Od 2006 roku reprezentuje Kazachstan. Siódma w Pekinie 2008. Na obu igrzyskach walczyła w kategorii do 55 kg.
Dwukrotna medalistka Mistrzostw Świata, złota w 1996 i brązowa w 2007 roku. Cztery razy występowała na Mistrzostwach Europy, zdobyła trzy medale w tym dwa złote w 2000 i 2002. Druga zawodniczka Igrzysk Azjatyckich w 2006 roku. Dwukrotna medalistka Mistrzostw Azji.
Sześć razy zdobyła tytuł Mistrzyni Rosji w 1996, 1998-2000, 2002 i 2004 roku.
Jej siostra Natalja Smirnowa, również występowała w zawodach zapaśniczych, czterokrotnie na podium mistrzostw Europy.